# Campeonato Nacional de Rodeo de 1977
El Campeonato Nacional de Rodeo de 1977 fue la versión número 29 del Champion de Chile, participaron las mejores colleras de la temporada del rodeo 1976-1977 y se realizó por tercera vez consecutiva en la ciudad de Rancagua, los días 2, 3 y 4 de abril de 1977.
Los campeones fue la collera integrada por el experimentado Samuel Parot y el entonces joven Eduardo Tamayo, quienes montaron a "Desiderio" y "Guariqueque" y totalizaron 27 puntos.

## Desarrollo
Antes de comenzar la serie de campeones se entregó el tradicional "sello de raza" al ejemplar que representaba la mayor pureza racial de un caballo chileno. Esta vez fue para "Rival" de Jorge Mohr.

Samuel Parot celebra junto a la reina del rodeo el título nacional.

En general, el desarrollo fue muy interesante. La pareja, que finalmente fue la campeona, terminó el segundo animal con una carrera de seis puntos y que sumados a los diez obtenidos en el primero, quedó con 16 puntos, contra los 11 que ostentaba cada una de las colleras que le seguían en posibilidades. Pero en el tercer animal la collera de mayor puntaje, hasta ese momento, marcó nuevos cinco puntos a su favor, llegando a la cifra de 21 puntos; en cambio, dos de las tres colleras en pugna; Vergara-González, en "Angamos" y "Placer"; y Cardemil-Fuentes, en "Bellaco" y "Rival", al obtener nueve puntos cada una, llegaron ambas a totalizar 20, quedando lamentablemente rezagados Angulo-Teuber, que en "Amanecido" y "Pial", solo lograron reunir 16 puntos.
En el cuarto animal, al totalizar ambas 26 puntos, pasando a la delantera, dejando en segundo término a la que hasta ese momento se perfilara como indiscutida campeona, y que en lista de selección le correspondía el número 25, o sea, que su turno estaba al final de la serie. Llegado el momento de su eactuación salió en busca de nueva ventaja, mejor dicho, dispuesta a obtener el preciado título. Cumplieron su objetivo, ya que en esa carrera obtuvieron nuevos seis puntos, recuperando la aventajada primacía, que tan eficientemente habían venido manteniendo y que finalmente, había de asignarles el primer lugar. Vino, entonces, el apasionante desempate por la ubicación del segundo puesto entre las dos colleras, que, en estrecha pugna, venían manteniéndose a un mismo nivel, acción que no hizo más que despertar la admiración del público, poniendo en relieve la gran calidad de ambas, tanto en jinetes como caballos. Por esta vez, la suerte no les fue propicia a Cardemil-Fuentes, que pese a sus esfuerzos, solo lograron una marca de dos puntos. En cambio, los campeones del año anterior, Vergara-González, obtuvieron cinco puntos, cifra más que suficiente para ubicarse en un segundo lugar.
El desempeño de Samuel Parot y Eduardo Tamayo, fue destacado no solo en la final, sino a lo largo de toda la temporada. Habían ganado anteriormente el rodeo de Osorno.

## Resultados

### Serie de campeones
| Cuarto Animal 1977 | Cuarto Animal 1977               | Cuarto Animal 1977          | Cuarto Animal 1977 | Cuarto Animal 1977 |
| ------------------ | -------------------------------- | --------------------------- | ------------------ | ------------------ |
| Lugar              | Jinetes                          | Caballos                    | Asociación         | Puntaje            |
| 1º                 | Samuel Parot y Eduardo Tamayo    | "Desiderio" y "Guariqueque" | Osorno             | 27                 |
| 2º                 | Ramón González y Pedro Vergara   | "Placer" y "Angamos"        | O'Higgins          | 26+5               |
| 3º                 | Ramón Cardemil y Manuel Fuentes  | "Bellaco" y "Rival"         | Curicó             | 26+3               |
| 4º                 | Santiago Angulo y Luis Teuber    | "Amanecido" y "Pial"        | Osorno             | 16                 |
| 5º                 | Claudio Mallea y Felipe Urrutia  | "Cachupín" y "Campesino"    | Curicó             | 15                 |
| 6º                 | Ramón Cardemil y Hernán Cardemil | "Cancionero" y "Secarrona"  | Curicó             | 11                 |

### Serie Caballos
- Primer Lugar: Parot-Tamayo, en "Desiderio" y "Guariqueque" con 24 puntos.
- Segundo Lugar: Quera-Cáceres, en "Limonero" y "Halcón" con 17 puntos.
- Tercero Lugar: Valderrama-Urzúa, en "Regalón" y "Rigor" con 13 puntos.
- Cuarto Lugar: Cardemil-Cardemil, en "Temo" y "Chambao" con 11 puntos.

### Serie Yeguas
- Primer Lugar: Fuentes-Bustamante, en "Perla" y "Candelaria" con 24 puntos.
- Segundo Lugar: Cardemil-Fuentes, en "Burlesca" y "Nutria" con 18 puntos.
- Tercer Lugar: Cardemil-Valderrama, en "Indalecia" y "Suertera" con 18 puntos.
- Cuarto Lugar: Lasserre-González, en "Zarpa" y "Regalona" con 17 puntos.

### Serie Potros
- Primer Lugar: Correa-Lamoliatte, en "El Huila" y "Zapateado" con 22 puntos.
- Segundo Lugar: Schwalm-Domínguez, en "Vistazo" y "Estribillo" con 20 puntos.
- Tercer Lugar: Vergara-González, en "Llavero" y "Choclo" con 15 puntos.
- Cuarto Lugar: Mallea-Urrutia, en "Cachupín" y "Campesino" con 15 puntos.

### Movimiento de la rienda
- Juan Valderrama en "Regalón" con 63 puntos.

## Cuadro de honor temporada 1976-1977

### Jinetes
- 1.º Eduardo Tamayo[5]
- 2.º Ramón Cardemil
- 3.º Samuel Parot
- 4.º Pedro Vergara
- 5.º Ramón González
- 6.º Raúl Cáceres
- 7.º Óscar Bustamante
- 8.º José Manuel Aguirre
- 9.º Ricardo de la Fuente
- 10.º Rubén González

### Caballos
- 1.º Angamos
- 2.º Guariqueque
- 3.º Desiderio
- 4.º Temo
- 5.º Regalón
- 6.º Buen Trago
- 7.º Placer
- 8.º Yatagán
- 9.º Cervecero
- 10.º Limonero

### Yeguas
- 1.º Zarpa
- 2.º Perla
- 3.º Secarrona
- 4.º Pícara
- 5.º Mentirosa
- 6.º Burlesca
- 7.º Nutria
- 8.º Huasita
- 9.º Cantinita
- 10.º Candelaria

### Potros
- 1.º El Huila
- 2.º Estribillo
- 3.º Bellaco
- 4.º Cachupín
- 5.º Zapateado
- 6.º Pial
- 7.º Borracho
- 8.º Vistazo
- 9.º Vespertino
- 10.º Rotoso